# Ontologie du secret
Ontologie du secret est une thèse de philosophie écrite par le romancier et philosophe français Pierre Boutang, publiée en 1973 aux éditions Presses universitaires de France.

## Présentation
La thèse de Boutang est dirigée par le philosophe Jean Wahl et soutenue le 27 janvier 1973 (à 57 ans) à la Sorbonne,. Il focalise sa réflexion sur la notion de « secret » qu'il définit ainsi : « Est secret ce qui a été mis à l’écart, séparé, cependant toute séparation n’est pas un secret ».
En parcourant toutes les questions métaphysiques, Boutang offre un « voyage au cœur de l’être et de son rapport mouvant et étroit à la fois avec le secret ». Il participe à la « restauration de la pensée métaphysique ». Il convoque notamment le « couloir oblique » d'Edmund Husserl et fait référence à la philosophie de Platon, Heidegger, Giambattista Vico et saint Thomas d'Aquin. Boutang craint l'atteinte portée contre le secret par la pensée de Sigmund Freud et ses disciples.
Cet ouvrage, selon Maurice Clavel, fait « entrer Pierre Boutang dans le dispositif des nouveaux philosophes qu’il construit face au totalitarisme, à la philosophie du soupçon et à l’idéologie du désir ».

## Réception
Le thème de « l'homo viator » du philosophe Gabriel Marcel est omniprésent dans la thèse de Boutang. Gabriel Marcel fait donc une critique élogieuse à l'égard du travail de Pierre Boutang :

« Je pense, sans aucune exagération, que c’est là un des ouvrages les plus considérables et profondément originaux que nous ayons pu lire ces dernières années ; c’est un « monument », et ceci de bien des manières : par la richesse de l’analyse, par la profondeur de la méditation, et surtout par quelque chose d’autonome qui est exceptionnel. En même temps cette autonomie n’est pas présomptueuse : on sent que vous êtes toujours aussi heureux de pouvoir vous référer aux plus grands philosophes, à Platon certes, à Aristote quelquefois, mais aussi à d’autres plus modernes comme Nicolas de Cuse et Giambattista Vico. Vous ne vous référez pas seulement aux philosophes, mais aussi aux poètes, et il est extrêmement important de noter que ces poètes – je pense à Blake, à Rimbaud – ont joué un rôle absolument positif dans le développement de votre pensée. »